# 菅生村 (岡山県都窪郡)
菅生村（すごうそん）は、かつて岡山県都窪郡にあった村である。1951年（昭和26年）3月28日に倉敷市に編入され廃止された。現在は同市の菅生地区となっている。

## 歴史
当地区は平安時代に作成された和名類聚抄によると、備中国窪屋郡美和郷にあったと推定される。
室町時代まで平野部一帯は内海に面した干潟で、後に戦国武将の宇喜多秀家によって造られた｢宇喜多提｣と呼ばれた堤防により「子位庄」・「西阪」・「生坂」・「三田」等の新田が生まれ、陸地になった。江戸時代の1672年（寛文12年）には岡山藩の支藩である岡山新田藩（生坂藩）が東雲院に置かれ周辺を支配した。
明治時代になり、三田・浅原・生坂・西坂・子位庄の村々が合併し、都窪郡菅生村（都窪郡新設前は窪屋郡）が成立する。「菅生」の由来は、同地区内にあり式内社菅生神社の論社とされている古社である菅生神社とされる。その後、大正時代には地区内の水田に灌漑用の水車が登場し、第二次世界大戦後も一面に田園が広がる農村の時代が長く続いた。
1951年3月28日に倉敷市（旧）へ編入合併された後、高度成長期になると倉敷市街地から車で数分という立地から、車社会の到来に伴って山沿いを中心に西坂台団地や生坂ハイツなどの大型団地が造成され、ベッドタウンとなる。昭和から平成にかけ、地区を通る幹線道路網が整備され、宮前などの倉敷旧市街に接する一帯は市街化が進んでいった。
1970年代、三田五軒屋線が浜の茶屋北交差点から北浜まで開通と同時期、宮前に分譲住宅地｢花の街団地｣が造成された。そして、同団地の周辺には次第に店が増えていった。なお、三田・生坂・西坂の平野部は市街化調整区域が多いことから、現在も田園地帯が残っている。

### 刀工・青江派
青江・祐安地区周辺は中世に「青江派」と呼ばれる刀鍛冶が活躍した土地である。備前国の刀鍛冶と並んで名刀を輩出し、青江鍛冶が作る刀は俗に備中刀（青江刀）と呼ばれた。

### 沿革
- 1880年（明治13年） 日進・明治・興文の3小学校が合併し、菅生小学校開校。
- 1889年（明治22年）6月1日 町村制施行により、窪屋郡菅生村が発足。
- 1900年（明治33年）4月1日 窪屋郡と都宇郡が合併、都窪郡となる。
- 1951年（昭和26年）3月28日 菅生村が倉敷市（旧）に編入される。
- 1958年（昭和33年）4月1日 菅生中学校が中庄中学校と合併、中庄・百舌ヶ鼻に移転し倉敷市立北中学校となる。
- 1988年（昭和63年）3月1日 山陽自動車道倉敷インターチェンジ開通。
- 2007年（平成19年）4月26日 国道429号倉敷総社バイパス開通。